# Строителни войски
Строителните войски в България са военизирана строителна организация, подчинена на строителното министерство или пряко на правителството, съществувала от 1920 до 2000 г.
Първоначално е наричана Трудова повинност, после Трудови войски (1940 – 1946).

## История
В последните месеци на Първата световна война Министерството на войната обявява идеята да се създаде трудова повинност. За тази цел е назначена комисия в състав: председател генерал-майор Константин Кирков; членове: полковник Иван Божков, подполковник Коста Николов, подполковник Димитър Начев, генерал-лейтенант Стилиян Ковачев, подполковник Тодор Георгиев, Христо Чакалов – управител на БНБ, двама агрономи и един представител на Българската земеделска банка. Тя е натоварена със задачата да изработи първия закон. Комисията изработва закон, който се състои от 52 параграфа, но той така и не е приет от Министерския съвет. Впоследствие той остава основа за всички последващи закони. От 6 ноември 1919 г. е създадена нова комисия, която завършва законопроекта. Той е приет от XIX обикновено народно събрание. Трудовата повинност (задължение за полагане на общественополезен труд в интерес на държавата) влиза в сила на 14 юни 1920 г. и е представена от правителството на Александър Стамболийски. Всички мъже и жени в определена възраст са задължени да работят ограничен период от време в полза на правителството, главно по строителни проекти. Създадена е организация със структура, известна като Трудова повинност. Пръв главен директор на „Трудова повинност“ е о.з. генерал Иван Русев (по-късно вътрешен министър при Александър Цанков). Организационно се състои от шест производителни области с десет трудови задруги. От 1921 г. трудовите области се преименуват на окръжни трудови бюра, като са увеличени на 15. Към Трудова повинност са създадени Образцова трудова шивашка работилница в Шумен, Тухларна фабрика в София, земеделски стопанства „Кабиюк“ в Шумен и в с. Калугерово, Пазарджишко, Обущарска работилница в с. Горна баня, модерна варджийница край Враца, свиневъдни станции в Белоградчик, Радомир и Сливен, риболовни групи във Варна и Оряхово, горски стопанства „Гешова планина“ в Берковица и „Гениш-ада“ в м. Лонгоза. В периода 1920 – 1929 г. през трудовата повинност преминават 154 540 трудоваци.
В края на 1920-те години, по време на разразилата се световна икономическа криза (позната като Великата депресия), за справяне с кризата правителствата широко използват подобна мярка – създаване на работни места чрез обществени строежи. Това осигурява на правителството евтина работна ръка, спомага за мащабно обучение на работници по новите строителни технологии. Освен това за България, след като Ньойският договор значително ограничава числеността на Българската армия, тази политика осигурява допълнително обучен мобилизационен резерв. В Германия това е Служба за трудова повинност, заимствана именно от българския опит.
Въвеждането на трудова повинност предизвиква обществено недоволство, както поради отнемането от домакинствата на работна сила, така и заради пряката намеса на държавата на строителния пазар, подбивайки цените на строителните услуги. То предизвиква и външнополитически проблеми, тъй като много държави виждат в мярката опит за заобикаляне на Ньойския договор чрез създаване на строго управлявана структура, която бързо може да прерасне във военизирана организация. След падането на правителството на Ал. Стамболийски обхватът на трудовата повинност е ограничен. От 1934 г. трудовата повинност се извежда от състава на Министерството на обществените сгради, пътищата и благоустройството и се подчинява на Министерството на войната. Със Заповед № 10 от 26 януари 1935 г. Главна дирекция на трудовата повинност се подчинява пряко на началника на Щаба на войската. Със заповед № 106 от 9 април 1936 г. на министъра на войната трудовите началници стават трудови офицери и подофицери. С новия закон за въоръжените сили на Царство България, приет на 15 юни 1940 г. се уреждат и някои от въпросите на трудовите войски. Подофицерите от войските се ползват с всички права и задължения на подофицерите от армията. Попълването на войските с офицери става с военнослужещи, завършили ШЗО и Школа за подготовка на трудови офицери. Към 1942 г. числеността на Трудови войски е над 80 000 души. Общият брой на трудовите дружини е 24 (като 12 нови са създадени само през 1942 г.). Трудоваците работят основно в строежа на пътища, обекти с военно значение, възстановяване на земеделско производство в Македония, Беломорска Тракия и Южна Добруджа.
По-късно организацията е наричана Трудови войски (1940 – 1946), после е преименувана на Строителни войски (1969), които продължават да съществуват до 2000 г.
За нуждите от свръхсрочнослужещи кадри са обучавани строителни офицери във Висшето военно строително училище „Ген. Благой Иванов“ в София, създадено под името Школа за подготовка на трудови офицери още през 1938 г.
До 1989 г. в Строителните войски се призовават да отбият задължителната си военна служба наборници предимно от етнически малцинства (турци и цигани) и ограничено годни за бойна служба. Срочнослужещите преминават първоначална военна подготовка вкл. стрелкова (след това до края на службата нямат достъп до оръжие), както и обучение по строителни специалности. Охранителен взвод в поделението обикновено етнически българи са единствените войници които дават наряди с оръжие на КПП, оръжейни складове и арести. Структурата включва 7 строителни дивизии – 2 софийски, пловдивска, старозагорска, варненска, плевенска и бургаска. С този състав от десетки хиляди души, макар и с недостатъчна военна подготовка и опит на срочнослужещите, Строителните войски могат по численост и по оперативна самостоятелност да се приравнят на отделна армия, представлявайки важен военно-мобилизационен резерв на страната. Срокът на действителната служба на състава на войските е 2 години, а пределната възраст за повикване на действителна служба е 33 години. С постановление № 282 от 29 декември 1998 г. организацията получава нова мирновременна и военновременна структура.
Със закон от 01.09.2000 година ГУСВ (от Главно управление „Строителни войски“ или Главно управление на строителните войски) се преобразува в гражданско строително дружество „ГУСВ“ ЕАД (Главно управление „Строителство и възстановяване“). Държавното еднолично дружество е с принципал Министерството на регионалното развитие.
Голяма част от активите на дружеството са приватизирани. Към началото на подготовката за приватизацията (1999) ГУСВ разполага с личен състав от около 6400 души (численост на полк) – 5000 срочнослужещи (войници) и 1400 свръхсрочнослужещи (офицери и сержанти), притежава около 1800 сгради, съоръжения и оборудване, драгажен флот, 2 почивни станции, санаториум, поликлиника, ансамбъл, в. „Трудово дело“.
Централната сграда на ГУСВ се ползва от Софийския районен съд. Понастоящем дружеството е в недобро финансово състояние.

## Състав
- 1-а общостроителна дивизия – кв. Суходол, София (под. 1605/под. 64450)
- 5-а общостроителна дивизия – Плевен (под. 1810/под. 62720)
- 6-а общостроителна дивизия – Пловдив (под. 3020/под. 66340)
- 13-а общостроителна дивизия – Варна (под. 2400/под. 62180)
- 18-а общостроителна дивизия – Стара Загора (под. 2650/под. 64580)
- 20-а общостроителна дивизия – кв. Горубляне, София (под. 1110/под. 62640)
- Електромашинна и монтажна бригада – София (под. 1310/под. 64210)
- 25-а общостроителна дивизия – София (под. 1265/под. 62560)
- Бригада за строителна механизация – София (под. 4560/под. 62410)
- Специализирана бригада за жилищно строителство по системата „НОЕ“ – София (под. 9600/под. 66880)
- Автошкола – кв. Суходол, София (под. 1205/под. 64090)
- Школа за монтажни кадри – Бургас (под. 1206/под. 66020)
- ВНВСУ „Ген. Благой Иванов“ – София

### Наименования
През годините структурата е преименувана според претърпените реорганизации:
- Главна дирекция „Трудова повинност“ (14 юни 1920 – 26 януари 1935)
- Главно управление „Трудова повинност“ (26 януари 1935 – 15 юни 1940)
- Трудови войски (15 юни 1940 – 24 август 1946)
- Главна дирекция „Трудова повинност“ (24 август 1946 – 20 септември 1950)
- Управление „Отбранително строителство“ (20 септември 1950 – 1 януари 1951)
- Управление „Специално строителство“ при МС (1 януари 1951 – 25 юни 1951)
- Управление „Трудова повинност“ (25 юни 1951 – 4 април 1969)
- Главно управление „Строителни войски“ (4 април 1969 – 29 юни 2000)

### Началници
Званията са към датата на заемане на длъжността.
| №   | звание            | име                 | период                                                           | длъжност                                                                                    |
| --- | ----------------- | ------------------- | ---------------------------------------------------------------- | ------------------------------------------------------------------------------------------- |
| 1.  | генерал-майор     | Иван Русев          | 23 юни 1920 – 20 май 1921                                        | главен директор на „Трудова повинност“                                                      |
| 2.  |                   | Христо Стоянов      | 21 май 1921 1921 – 12 март 1923                                  | главен директор на „Трудова повинност“                                                      |
| 3.  |                   | Стоил Стефанов      | 12 март 1923 – 9 юни 1923                                        | главен директор на „Трудова повинност“                                                      |
| 4.  | генерал-майор     | Георги Стойнев      | 1 юли 1923 – 7 октомври 1926                                     | главен директор на „Трудова повинност“                                                      |
| 5.  | генерал-майор     | Асен Константинов   | 7 октомври 1926 – 1 април 1934                                   | главен директор на „Трудова повинност“                                                      |
| 6.  | полковник         | Георги Попов        | 1 юни 1934 – 1 май 1935                                          | главен директор на „Трудова повинност“                                                      |
| 7.  | полковник         | Димитър Николов     | 1 май 1935 – 30 май 1938                                         | главен директор на „Трудова повинност“                                                      |
| 8.  | генерал-майор     | Антон Ганев         | 31 май 1938 – 10 октомври 1943                                   | командир на Трудовите войски                                                                |
| 9.  | полковник         | Константин Аврамов  | 10 октомври 1943 – 9 септември 1944                              | командир на Трудовите войски                                                                |
| 10. | полковник         | Георги Баев         | 14 септември 1944 – 18 януари 1946                               | командир на Трудовите войски                                                                |
| 11. | генерал-лейтенант | Благой Иванов       | 18 януари 1946 – 13 август 1949                                  | командир на Трудовите войски, главен директор на „Трудова повинност“                        |
| 12. | генерал-полковник | Ангел Цанев         | 13 август 1949 – 4 юли 1951                                      | главен директор на „Трудова повинност“                                                      |
| 13. | полковник         | Павел Димов         | 5 юли 1951 – 24 юни 1958                                         | началник на „Трудова повинност“                                                             |
| 14. | генерал-полковник | Благой Пенев        | 24 юни 1958 – 16 октомври 1973                                   | началник на „Трудова повинност“, началник на Строителните войски                            |
| 15. | генерал-лейтенант | Тоньо Петков        | 16 октомври 1973 – 30 април 1978                                 | началник на Строителните войски                                                             |
| 15. | генерал-полковник | Васил Василев       | 30 април 1978 – март 1993                                        | началник на Строителните войски                                                             |
| 15. | генерал-майор     | Радослав Пешлеевски | март 1993 – април 1998                                           | началник на Строителните войски                                                             |
| 16. | полковник         | Георги Папазов      | април 1998 – 29 юни 2000 (до 22 юли 1998, изпълняващ длъжността) | началник на Строителните войски, началник на Главния щаб и командващ на Строителните войски |

### Заместник-началници на Главния щаб
Званията са към датата на заемане на длъжността:
- полковник Антон Вълев, от 1970, заместник-началник и началник на политическото управление
- генерал-майор Васил Василев 1974 – 1978, заместник-началник, отговарящ за строителството и началник на Техническото управление
- генерал-майор Мирчо Василев 1979 – 1986
- генерал-майор Людмил Фандъков
- полковник Цанко Цонев 1987 – 1992, заместник-началник и началник на управление „Механизация и автотранспорт“
- полковник Васил Златков Тонков до 22 юли 1998, заместник-началник и началник на управление „Тил“[11]
- полковник Калчо Кочев Калчев до 22 юли 1998, заместник-началник (главен инженер) и началник на Управление „Строителство“[12]
- полковник Кънчо Иванов Чакъров до 22 юли 1998, заместник-началник и началник на „Контролен блок“[13]
- полковник Кольо Иванов Тодоров от 22 юли 1998 до 11 септември 2000, заместник-началник на Главния щаб по тиловото осигуряване[14][15]
- полковник Крум Евстатиев Крумов от 22 юли 1998 до 11 септември 2000 г., и.д. първи заместник-началник[16][17]
- полковник Евгени Тодоров Петров от 22 юли 1998 до 11 септември 2000, и.д. заместник-началник на Главния щаб[18][19]

### Началник-щаб
- полковник Никола Тодоров Власов до 1946 (на трудови войски)
- полковник Нако Стоянов Станачков до 1972
- полковник Митьо Кисьов 1972 – 1974
- полковник Иван Петров от 1975
- генерал-лейтенант Васил Пенчев (1988 – 1990)
- полковник Крум Евстатиев Крумов до 22 юли 1998

## Аналози
Отделно в Министерството на народната отбрана на НРБ и после в Министерството на отбраната на РБ функционира строително управление (дирекция) за изграждане и поддръжка на военни обекти. Подчинени са му служби и формирования за строителство и поддръжка, някои от последните познати със съкращението КЕЧ (от квартирно-експлоатационна част). Има сходства със Строителните войски – редовият личен състав се набира предимно от етнически малцинства (турци и цигани), няма въоръжени наряди. Структурата е преобразувана в държавно „Военно строителство инженеринг“ ЕООД, обявено за приватизиране през 2004 г.
Подобни структури представляват също закритите и преобразувани (заедно със Строителните войски) в държавни предприятия на 31 декември 2001 г.:
- Войски на Министерството на транспорта – наричани Транспортни войски (или железопътни войски), с около 8000 души личен състав, създадени през 1975 г. и
- Войски на Комитета по пощи и далекосъобщения – наричани Съобщителни войски.